# Archos
Archos (/ˈɑːrkoʊs/, tên cách điệu là ARCHOS) là công ty thiết bị điện tử tiêu dùng Pháp, được Henri Crohas thành lập năm 1988. Archos chuyên sản xuất máy tính bảng, điện thoại thông minh, portable media player và những thiết bị lưu trữ dữ liệu di động.

## Lịch sử
Năm 2013, công ty bước vào thị trường điện thoại di động bằng cách tung ra một loạt các dòng điện thoại thông minh như Archos Titanium, Archos Platinum, Archos Neon, Archos Xenon, Archos Cesium, Archos Oxygen, Archos Helium, và Archos Diamond.